# Țareveț, Kărdjali
Țareveț (în bulgară Царевец) este un sat în comuna Kărdjali, regiunea Kărdjali,  Bulgaria. 

## Demografie
Componența etnică a satului Țareveț
     Bulgari (1,79%)
     Nicio identificare (64,57%)
     Turci (33,63%)
     Romi (0%)
La recensământul din 2011, populația satului Țareveț era de 223 locuitori. Nu există o etnie majoritară, locuitorii fiind turci (33,63%) și bulgari (1,79%). Pentru 64,57% din locuitori nu este cunoscută apartenența etnică.